# Алмалык (средневековый город)
Алмалык (уйг. Алмалик (Яблоневый)‎ кит. 阿力麻里, Алимали) — среднеазиатский город, служивший в XIII—XIV веках столицей Чагатайского улуса и Моголистана. Находился в долине реки Или, примерно в 300 км к востоку от современной Алматы, неподалёку от расположенного через границу села в Алматинской области Алмалы, Алв 15 километрах от села Хоргос. Руины древнего Алмалыка общей площадью 25 км2 находятся на территории современной Китайской народной республики, в уезде Хочэн Или-Казахского автономного округа Синьцзян-Уйгурского автономного района.
В восточной части Алмалыка находится мавзолей Туглук-Тимур-хана.

## История
Одно из первых дошедших до нас упоминаний об Алмалыке содержатся в записках даоса Чан-чуня о его путешествиях по Монгольской империи. Чан-чунь сообщает, что в 1221 г. здесь была столица местного мусульманского карлукского правителя, за которым наблюдал монгольский наместник.
После смерти Чингис-хана и раздела его империи между его сыновьями, Алмалык стал столицей Чагатайского улуса.
Сведения об Алмалыке имеются также в «Истории династии Юань», в книге «Ал-Мулхакат би-с-сурах» ученого-историка Джамалa ал-Карши, в сочинениях Мухаммад Хайдара Дулати, Рашид ад-Дина, Джувейни, Бабура, в рукописях армянского царя Хетума.
В средние века Алмалык был крупным торговым центром, населённым тюркоязычными племенами. В XIII веке Алмалык превратился в политический и культурно-экономический центр. Первым ханом Алмалыка был Озар (Бузар), после его смерти власть унаследовал сын Сунак-Тегин. В XIV веке Алмалык прекратил своё существование.
Средневековый персидский автор Махмуд ибн Вали называет Алмалык самым дальним из городов уйгур.

## Исследования
В начале XX века русский исследователь Н. Н. Пантусов посетил район, где находился древний Алмалык. Местные жители доставили ему ряд древних предметов, найденных по берегам речки Кегень (правого притока Или, к западу от села Мазар и Мавзолея Тоглук-Тимура), где видимо и находился этот город, и Пантусов организовал там раскопки. В числе обнаруженных предметов было немало христианских надгробий, свидетельствующих о присутствии христианских жителей в древнем городе.
В 1950 Алмалык исследовался китайским археологом Хуангом Венби и археологической экспедицией Синьцзянского исторического музея. В раскопках найдены глиняная и фарфоровая посуда, золотые и серебряные монеты, несторианские надгробные камни с надписями на тюркском языке.